# Звичайний язичницький пейзаж
«Звича́йний язи́чницький пейза́ж» — картина  іспанського художника Сальвадора Далі, написана у 1937 році. Зберігається у Театрі-музеї Сальвадора Далі у Фігерасі.

## Опис
Робота написана під час перебування Далі в Італії та під явним впливом ідей Фрейда, чий образ помітний в антропоморфній формі скель. Пізніше, у 1958 році, Далі написав у своєму «Маніфесті антиматерії»:
|  | В сюрреалістичний період творчості я хотів створити іконографію внутрішнього світу, світу мого батька - Фрейда; і мені це вдалося |

В цій роботі художник зображає видозмінні скелі, причому деякі зміни мають антропоморфний характер. Ліворуч, на передньому плані, фігура селянина, глибоко заглибленого у власні роздуми. Далі показує, як з голови селянина виходить зародок ідеї. На задньому плані видно ще декілька фігур, і серед них денді — це, швидше за все, автопортрет. І, оскільки це часто зустрічається у фантастичних пейзажах Далі, панівне положення займає повна таємничості хмара, що має глибину та об'єм.